# Voria micronychia
Voria micronychia är en tvåvingeart som beskrevs av Zhao och Zhou 1993. Voria micronychia ingår i släktet Voria och familjen parasitflugor.
Artens utbredningsområde är Yunnan (Kina). Inga underarter finns listade i Catalogue of Life.